# Şəmsulla Əliyev
Şəmsulla Feyzulla oğlu Əliyev (ros. Шамсула Файзулла оглы Алиев, Szamsuła Fajzułła ogły Alijew; ur. 4 kwietnia?/17 kwietnia 1915 w Derbencie, zm. 19 listopada 1943 k. Kercza) – radziecki wojskowy, kapitan, Bohater Związku Radzieckiego (1944).

## Życiorys
Urodził się w rodzinie azerskiego nauczyciela. Po ukończeniu szkoły pedagogicznej pracował jako nauczyciel, w 1942 został powołany do Armii Czerwonej, skończył przyśpieszony kurs wojskowej szkoły piechoty w Baku i we wrześniu 1942 został skierowany na front. Uczestniczył w walkach na Północnym Kaukazie, m.in. pod Mozdokiem i o Noworosyjsk, jesienią 1943 wyróżnił się podczas walk na Półwyspie Kerczeńskim. Jako zastępca dowódcy batalionu w stopniu kapitana 11 listopada 1943 w walkach pod Kerczem przyczynił się do odparcia trzech ataków niemieckich, a później poprowadził batalion do ataku, w którym czerwonoarmiści przerwali dwie linie obrony, zabijając ok. 250 żołnierzy wroga i zdobywając magazyn pełny zapasów i techniki wojskowej. Osiem dni później Əliyev zginął w walce. Został pochowany w Kerczu. Jego imieniem nazwano fabrykę, szkołę w Derbencie i sowchoz.

## Odznaczenia
- Złota Gwiazda Bohatera Związku Radzieckiego (pośmiertnie, 16 maja 1944)
- Order Lenina (pośmiertnie, 16 maja 1944)
- Order Wojny Ojczyźnianej I klasy
- Order Czerwonej Gwiazdy